# Giancarlo Dametto
Giancarlo Dametto, född 6 januari 1959 i Turin, är en italiensk före detta volleybollspelare. Dametto blev olympisk bronsmedaljör i volleyboll vid sommarspelen 1984 i Los Angeles.